# Raydel Hierrezuelo
Raydel Hierrezuelo Aguirre (ur. 14 lipca 1987 w Hawanie) – kubański siatkarz, grający na pozycji rozgrywającego, reprezentant Kuby. 
W reprezentacji narodowej występował w czterech edycjach Ligi Światowej (2007–2010).

## Sukcesy klubowe
Puchar Turcji:
- 2018

Liga turecka:
- 2018

Liga argentyńska:
- 2019

Superpuchar Grecji:
- 2021

Liga grecka:
- 2024[7]
- 2022[8]

Puchar Ligi Greckiej:
- 2024[9]

## Sukcesy reprezentacyjne
Igrzyska Panamerykańskie:
- 2011
- 2007

Puchar Ameryki:
- 2008
- 2007

Mistrzostwa Ameryki Północnej, Środkowej i Karaibów:
- 2009
- 2007

Puchar Wielkich Mistrzów:
- 2009

Mistrzostwa Świata:
- 2010

## Nagrody indywidualne
- 2009: Najlepszy rozgrywający Mistrzostw Ameryki Północnej, Środkowej i Karaibów
- 2018: Najlepszy rozgrywający w finale tureckiej Efeler Ligi